# Легат Родољуба Чолаковића и Милице Зорић (Бијељина)
Легат Родољуба Чолаковића и његове супруге Милице Зорић је репрезентативна збирка културних и материјалних добара које је дародавац завјештао Музеју Семберије у Бијељини.

## О дародавцима
Родољуб Чолаковић (Бијељина, 1900 – Београд, 1983) потекао је из једне од најбогатијих бијељинских породица с почетка 20. вијека. Школовао се у родном граду (основна и Нижа трговачка школа), Сарајеву (Трговачка академија) и Загребу (Виша комерцијална школа). Био је активан члан КПЈ од њеног оснивања 1919. године, револуционар и књижевник, учесник Шпанског грађанског рата и НОБ-е, истакнути друштвено-политички радник СФРЈ и Босне и Херцеговине. Носилац је Партизанске споменице 1941, Ордена народног хероја и других југословенских и иностраних одликовања највишег ранга.
Милица Зорић (Сплит, 1909 – Београд, 1989) одрасла је у Београду окружена умјетницима и умјетношћу. Похађала је сликарску школу и студије историје умјетности, али је повезаност са људима блиским илегалној КПЈ увела у свијет револуционарних и бољшевичких идеја у коме ће упознати и Родољуба Чолаковића. У другој половини 20. вијека деценијама потискивану умјетничку енергију и таленат, Милица Зорић исказује кроз оригиналан ликовни израз – таписерију, што је сврстава међу зачетнике ове дисциплине у бившој Југославији и истакнуте умјетнике свог времена.

## О легату
Посебно мјесто у фундусу Музеја Семберије припада легату Родољуба Чолаковића и његове супруге Милице Зорић, насталом у периоду 1980-1983-1989. године.
Садржај легата у музеју чине вриједне збирке
- преко три хиљаде књига,
- више стотина документарних фотографија, бројни фото-албуми,
- вриједни умјетнички предмети,
- колекцију стилског намјештаја,
- 17 вриједних таписерија Милице Зорић
- колекцију предмета од стакла и челика, која употпуњује амбијент ентеријера.

У оквиру легата налази се и здање Спомен-дома “Црвена правда” отворено 1982. године.
Иако су Родољуб Чолаковић и Милица Зорић у Бијељини провели врло кратак период заједничког живота током 1940/41. године, Чолаковићева дубока повезаност са Семберијом и чињеница да је својим друштвено-политичким ауторитетом подржао оснивање музеја у родном граду, били су пресудни за настанак њиховог великог и вриједног легата у Музеју Семберије.
Посебно мјесто заузимају међународна признања Родољубу Чолаковићу.

## Информације за посјетиоце
Легат Родољуба Чолаковића и Милице Зорић је смјештен у Музеју Семберије и отворен је за посјетиоце у вријеме рада музеја.
Посјете музеју су омогућене сваког радног дана од 7.00 до 16.00 часова, осим сриједом када музеј ради до 20.00 часова, а суботом од 10.00 до 14.00 часова. Недјељом је музеј затворен. Улаз је бесплатан за све посјетиоце.
На спрату Музеја су двије велике просторије и припадајућем ходнику посвијећено етнолошком одјељењу и легатима са умјетничким колекцијама и историјским артефактима.

## Галерија
- Орден Републике Египат
- Намјештај и личне ствари у легату
- Радни сто и столица Родољуба Чолаковића
- Информативна табла